# Meridiano 114 E
O meridiano 114 E é um meridiano que, partindo do Polo Norte, atravessa o Oceano Ártico, Ásia, Oceano Índico, Australásia, Oceano Antártico, Antártida e chega ao Polo Sul. Forma um círculo máximo com o Meridiano 66 W.
Começando no Polo Norte, o meridiano 114º Este tem os seguintes cruzamentos:
| País, território ou mar | Notas                                                         |
| ----------------------- | ------------------------------------------------------------- |
| Oceano Ártico           |                                                               |
| Rússia                  |                                                               |
| Mongólia                |                                                               |
| China                   |                                                               |
| Hong Kong               | Passa também na ilha Lantau                                   |
| Mar da China Meridional | Passa nas disputadas Ilhas Spratly                            |
| Malásia                 | Ilha de Bornéu                                                |
| Indonésia               | Ilha de Bornéu                                                |
| Mar de Java             |                                                               |
| Indonésia               | Ilhas de Madura e Java                                        |
| Oceano Índico           |                                                               |
| Austrália               | Austrália Ocidental                                           |
| Oceano Índico           | Baía Shark                                                    |
| Austrália               | Austrália Ocidental                                           |
| Oceano Índico           |                                                               |
| Oceano Antártico        |                                                               |
| Antártida               | Território Antártico Australiano, reivindicado pela Austrália |